# Feröer népessége

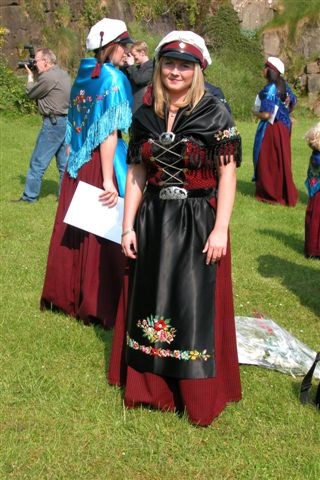
Feröeri diák népviseletben

Feröer népessége 54 149 fő (2023. jan. 1.) +/-, ez az ország területére vetítve 34,9 fő/km²-es népsűrűséget jelent. A háztartások száma 17 694.
A népesség az elmúlt néhány évszázadban – néhány válságos időszakot leszámítva – folyamatosan emelkedett, és a születések száma ma is elegendő a népesség természetes reprodukciójához.

## Általános adatok
A lakosság 48%-a nő, 52%-a férfi. Jóllehet a nők a többi országhoz hasonlóan tovább élnek (a várható átlagos életkor a nők esetében 81,4, a férfiaknál 75,2 év), és így az idősebb korosztályokban többen vannak mint a férfiak, összességében (és főleg a 20-50 év közöttiek körében) jelentősen több a férfi, mint a nő. Ennek az az oka, hogy a nők nagyobb arányban költöznek külföldre (főként Dániába) tanulás és munka céljából, mivel a gépesítés a hagyományos mezőgazdasági és halfeldolgozási munkák csökkenéséhez vezet, és ezt nem ellensúlyozza a szolgáltatások és tudásalapú ágazatok munkahelyteremtése.

## Népességfejlődés
| Lakosok száma | 34 266 | 36 804 | 39 731 | 42 468 | 46 501 | 46 580 | 45 788 | 49 157 | 49 506 | 54 149 |
|               | 1960   | 1966   | 1973   | 1979   | 1986   | 1992   | 1999   | 2005   | 2012   | 2023   |

Az ír szerzetesek csak kis csoportokban éltek, így az első jelentős népesség a viking bevándorlás folyamán jött létre a 9. században. A népesség 4000 fő körül ingadozott, és a 18. századig sosem lépte át az 5000 főt. 1349-1350-ben a népesség fele meghalt a pestisjárványban, amit egy újabb bevándorlási hullám ellensúlyozott.
Csak a mélytengeri halászat megjelenésével (s így a küzdelmes mezőgazdaságtól való függetlenedéssel), illetve az egészségügy általános fejlődésével indult meg a népesség növekedése. A 18. század végétől kezdve a népesség 200 év alatt megtízszereződött. Az elmúlt évszázadokban egyenletes volt a lakosság növekedése néhány válságos időszakot leszámítva. Az 1990-es évek elejének gazdasági válsága például érezhető kivándorlást okozott, de azóta megint pozitívra fordult a nemzetközi vándorlás egyenlege.
Európa többi országához hasonlóan a születési arányszám itt is csökkent. Az utóbbi években 13 és 15 ezrelék között ingadozott, ami a legmagasabbak közé számít a kontinensen, és elegendő a természetes reprodukció biztosításához. (Ezt hosszú távon a kiegyenlítetlen nemi arányok ronthatják.) A termékenységi arányszám 2,5 (2008).

## Legnépesebb települések
Feröer legnépesebb települése a főváros, Tórshavn 14038 fős lakossággal. (A környező településeket is magában foglaló közigazgatási egység, Tórshavn község lakossága 20382 fő.) A 4997 lakosú Klaksvík a Norðoyar régió központja és az ország egyik legjelentősebb kikötővárosa. Hoyvík és Argir Tórshavn elővárosainak számítanak.

## Nemzetiség és állampolgárság

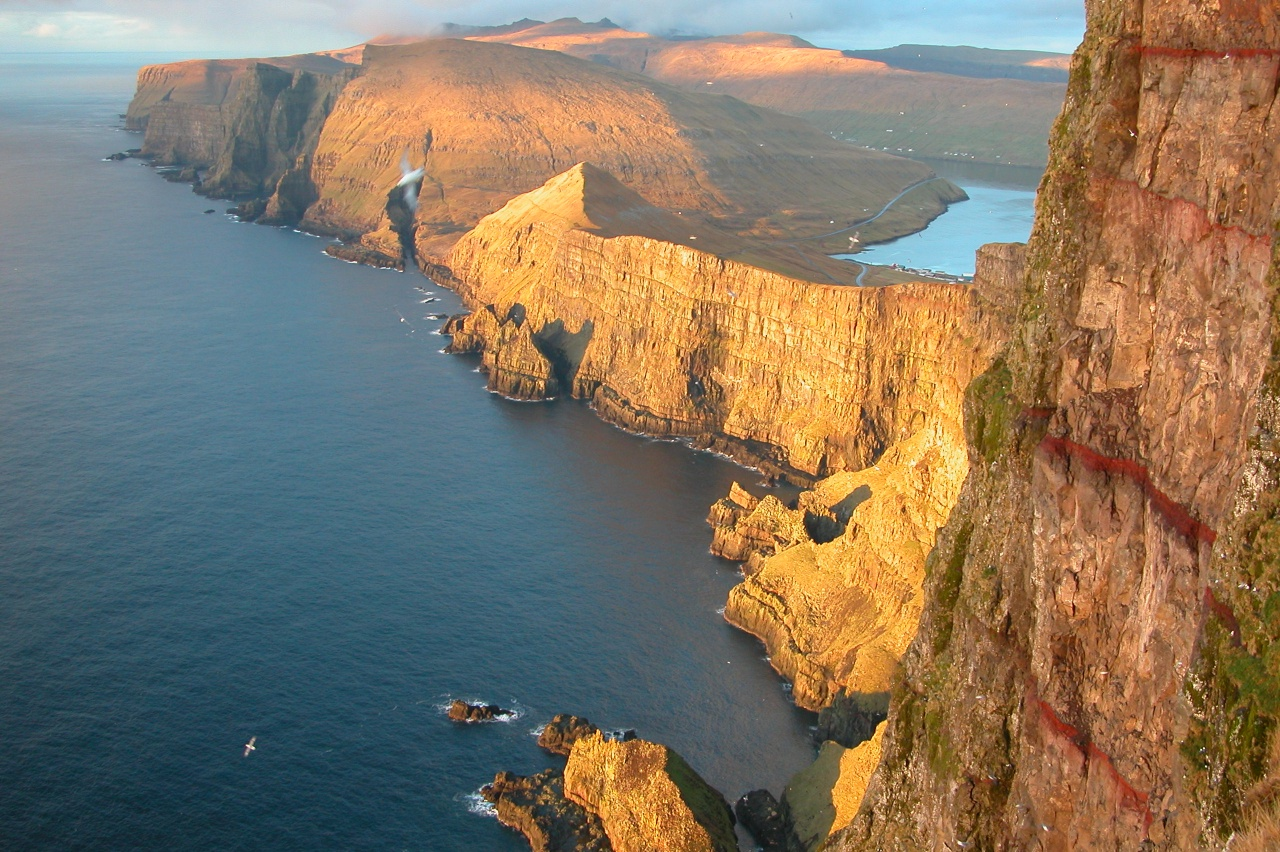
A nyugati part általában meredek sziklafal; a legtöbb feröeri a lankásabb keleti partok öbleinek közelében él

A lakosság 98%-a dán állampolgár, azaz feröeri, grönlandi vagy dániai. A születési hely alapján: Feröeren született 91,7%, Dániában 5,7% és Grönlandon 0,3% (a többi a Dán Királyság területén kívül született, honosított dán állampolgár).
A külföldiek legnagyobb csoportja az izlandiak (0,4%), őket követik a norvégok (0,2%) és a lengyelek (0,2%), de összesen 77 különböző ország állampolgárai élnek a szigeteken.
Jóllehet a feröeriek dán állampolgárok, általában szeretik hangsúlyozni, hogy nem dánok.

## Nyelv
A fenti számokból nem lehet kikövetkeztetni a feröeri anyanyelvűek számát: egyrészt sok feröeri él Dániában, sőt vannak akik ott születnek és később visszatérnek Feröerre; másrészt a szigeteken is sok dán anyanyelvű család él.
Az óészaki nyelvből származó feröeri a legkisebb germán nyelv. A 20. században az élet minden területén uralkodóvá vált, így a dán már inkább csak közvetítő nyelvként működik. A feröeri nyelvpolitika gondoskodik arról, hogy a modern élet igényeinek megfelelően új kifejezéseket alkossanak.
A feröeriek többsége jól beszél angolul.

## Vallás
Feröeren 999-től kezdve terjesztette el a kereszténységet Sigmundur Brestisson, bár korábban is éltek a szigeteken ír szerzetesek.
Ma majdnem minden feröeri keresztény. 84%-uk az evangélikus Feröeri Népegyház tagja; 10-15% a William Gibson Sloan prédikátor működése nyomán létrejött testvérgyülekezetek tagja, a fennmaradó az egyéb keresztény felekezethez tartozók aránya. A 7 templommal rendelkező pünkösdisták mellett az adventistákat érdemes említeni, akik egy viszonylag nagy iskolát tartanak fenn Tórshavnban. Végül a katolikusok száma mintegy 120; egykori ferences iskolájuk ma Tórshavn község kezelésében van.

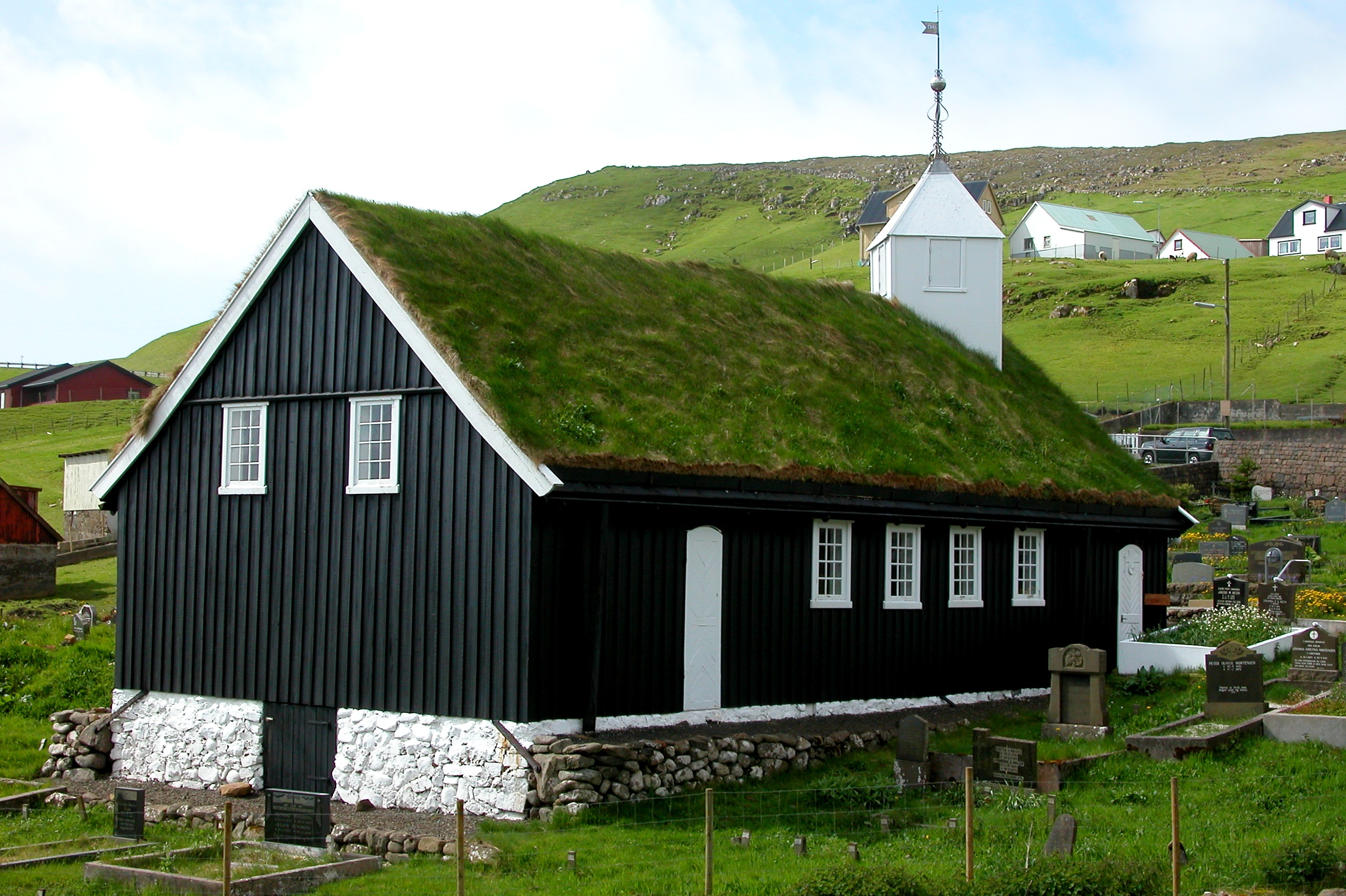
Porkeri fatemploma 1847-ből

A mintegy 15 bahá’í vallású lakos négy különböző helyen találkozik rendszeresen. Izlanddal ellentétben itt nincsen szervezett Ásatrú (újpogány) közösség.
A legismertebb templomok a  Szent Olaf-templom és a Magnus-dóm Kirkjubøurban, a Tórshavni dóm, a szintén Tórshavnban található katolikus Mariukirkjan, a klaksvíki Christianskirkjan, a fámjini templom, Haldarsvík nyolcszögű temploma, valamint az 1847-ben épült porkeri-i fatemplom és az új templom Gøtában.

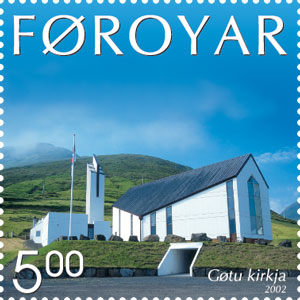
Az új templom Gøtában

A feröeri nyelvű Bibliafordítások 1948-ban (Victor Danielsen, Testvérközösségek) illetve 1961-ben (Jacob Dahl és Kristian Osvald Viderø, Feröeri Népegyház) jelentek meg.